# 晉中戰役
晋中战役是中国第二次国共内战中以灵活机动的运动战术以少胜多的著名战役。徐向前率领原晋冀鲁豫部队、太岳部队及晋绥军区等地方部队不足6万人，歼灭閻錫山10万之众，连克县城14座。山西局势发生逆转。

## 背景
自辛亥革命后，阎锡山就长期统治着山西，历经北洋政府、中原大战和抗日战争，是中国非常重要的地方军阀。
抗日战争太原会战后，山西大部被日军占领。阎锡山起初与共产党合作，但晋西事变后，共产党势力（新军、决死队）和阎锡山势力主要以汾阳、离石为界分别控制山西北南。阎为了巩固自己的利益，和日本有一定程度的合作。
1945年抗日战争结束前后，阎锡山和日方达成协议共同防共。阎派部队抢先进入太原受降，并。共产党也在山西迅速扩张其晋冀鲁豫、晋察冀和晋绥根据地。在1945年上黨戰役中，阎派往上党地区的晉軍第19軍，被刘伯承率晋冀鲁豫野战军歼灭，该战役歼灭了阎锡山总兵力的三分之一。 
1946年内战全面爆发的一开始，共产党就计划占领山西。在1946年闻（喜）夏（县）、同蒲、临（汾）浮（山）战役和1947年晋南攻势后，陈赓部占领山西南部大部分地区。而在聂荣臻和贺龙在北线夺取“三路四城”的过程中却不顺利。1946年8月聂荣臻发动了大同、集宁战役，因傅作义的巧妙救援，聂指挥失当以失败告终。共军在华北、陕北一度相当被动，直到1947年底才攻克石家庄。
1947年6到8月间，刘伯承、陈赓分别率主力部队南渡黄河。和阎锡山既是同乡又有师生名分的徐向前指挥留守地方部队，以少胜多，连续取得了运城战役和临汾战役（1948年春季）的胜利。

## 第一阶段

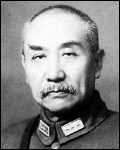
阎锡山

1948年夏收季节，困守城市的閻錫山部进入晋中平原控制山口准备抢粮，出动的兵力占其总兵力的五分之四。华北野战军第一兵团（原晋冀鲁豫部队、太岳部队及晋绥军区等地方部队）在临汾战役后不久，北上晋中和閻錫山争夺麦收。徐向前制定的战略是先迷惑阎军西向，然后主力从南侧山区进入汾河以东太原盆地地区。
汾河以西的吕梁纵队（彭绍辉）北上途中过早暴露，在6月11日就出现在孝义高阳镇地区；后太岳部队（刘忠）13日攻占灵石。阎锡山出动其“闪击兵团”（包括第三十四军、四十三军、六十一军各一部及亲训师、亲训炮兵团），分路进兵汾阳附近高阳镇地区围攻两支解放军地方部队，从而造成平遥、介休，祁县一带兵力空虚。
为减轻吕梁纵队的压力，6月18日，徐向前部八纵(王新亭)、十三纵(徐子荣、韦杰)相继发起攻击，拦腰侧击介休至祁县间的山口各据点，迫近直贯晋中平原南北的同蒲铁路，切断闪击兵团北撤的退路。同时，解放军吕梁部队、晋中肖文玖集团、晋绥军区一部分别在汾河以西的神堂头地区，太原以北忻县和榆次至太原间反击破袭，进攻据点，切断交通，迷惑和牵制閻军。
阎锡山令闪击兵团回援，却被徐部围歼。21日在介休以北张兰镇，其亲训师，亲训炮兵团被八纵围歼。23日，十九军军部及四十师北上行至平遥以北洪善地区北营村被十三纵伏击歼灭。国军第七集团军总司令赵承绶率三十三、三十四军从平遥，祁县南北夹击。解放军企图割断但没有成功。到28日阎军的两个军南北靠拢，筑起工事，和解放军形成对峙局面。
晋中战役第一阶段结束。解放军先后共歼灭国军一万七千余人，自身伤亡四千余人。

## 北线
1948年春，晋绥军区调陕北绥德军分区暨警备二旅第4团、第6团和晋绥二分区34团、警一团来忻县参战，与晋绥六分区3个团共7个团组成晋中北线指挥部，由六分区司令员孙绍群和绥德军分区司令员兼警二旅旅长张达志为副司令，切断忻州与太原联系，扫清黄寨周围炮台据点，吸引忻州守敌出城而一举歼灭。
忻县守军为阎锡山部第39师，代号7418，师部驻地城内三家店福音堂。师长刘鹏翔（刘拐小，河北人），副师长贾绍棠（崞县施家野场人），参谋长赵乃鲁（东北人），政治部主任杜文凭。下辖3个团，每团3个营，每营4个连(3个步兵连，一个机枪连)，每连4个排(3个步兵排，一个小炮排)，每排3个班。每团辖1个迫击炮连，配有轻迫击炮3门；每营之机枪连配有重机枪4挺、小迫击炮1门。总兵力约1万人：
- 第1团团部驻匡村堡子内，团长杜有堂，临汾人。负责防守南沟至西门坡炮台。
  - 第1营营部驻匡村大西街
  - 第2营营部驻匡村南堡子附近
  - 第3营营部驻匡村后街西头外壕附近
- 2团团部驻城内福音堂，团长王有才，大同人，负责防守东门至南关及西门接南门处。
- 3团团部驻大营盘(另一部驻天主堂)，团长朱厚焕，负责防守大营盘、火车站。
- 师直炮兵营、特务连、补训营。
- 师直属特务组织:情报组、反映组、谍报组、侦察组、训工队、工作队

山西省第三督察专署，驻城内兴寺街，督察专员朱理，五台县东冶镇人。专署直属政卫连50余人，便衣工作队20余人。保安第16团、忻定保警大队等。 
7月19日，指挥部接徐向前司令员、联司和晋绥军区电令，称闫锡山令驻忻县第39师及各专、县党政机关、学校、保安团，于20日炸毁城内发电厂、裹挟青壮年弃城，沿忻太公路经石岭关退往太原。“增加太原的守卫力量。你部应不惜一切代价，坚决、干净地将敌全部歼灭，绝不能让敌人南逃至太原。”此时，新任六分区司令员张新华（原三分区司令员）与张达志商量后立即就地召集驻东、西黄水一带的团以上干部会，经过讨论最后决定在黄寨和豆罗中选择在豆罗设伏，在黄寨(阳曲)地区参加晋中战役外围的部队连夜翻越南山到豆罗地区展开口袋阵。部署为：
- 晋绥六分区 司令员张新华 政委龙福才
  - 第40团 贺吉祥团长： 集结于麻会村以南、东村，防敌南逃。由东向西出击，配合4、6两团打击行进中的敌军主力。
  - 第41团 李发应团长：集结于苏村南侧待命；第34团阻击先头部队打响后，立即协助34团将敌人先头部队歼灭。
  - 第42团 蔡元福团长：集结新堡村以北、辛曲，防敌东逃。由东向西出击，配合4、6两团打击行进中的敌军主力。
- 晋绥二分区第34团 团长何国海 隐蔽集结于石岭关以北，占据石岭关有利地形，阻击南下之敌先头部队，并阻止关上保安团增援
- 晋绥军区警备第1团 团长刘笈甫 集结于向阳村以北，截击敌后续部队，阻敌北逃忻县县城
- 陕北绥德军分区暨警备二旅 旅长张达志、政委白志明、参谋长李治州、政治部主任麻志皓 集结公路以西防敌西逃，由西向东，向豆罗一线出击，打击行动中的敌军主力
  - 警备第4团 赵立业团长、杨昆山政委 集结于上佐村
  - 警备第6团 马建勋团长、贺树怀政委 集结于下佐村

7约19日下午各部队分路前进，并在行军途中边走边动员，天下大雨，翻山越岭艰苦行走130余里。7月20日早上8、9点钟，侦察员报告：敌人大队人马沿忻太公路向南败退，敌先头部队已到关城附近。战斗到下午6时左右，敌人已全部退缩回小豆罗村，依托村落围墙及墙外深沟临时构筑工事进行顽强抵抗，几次突击终未攻克，决定待守军突围时在野外歼灭。7月21日17时天黑以后，小豆罗东南角枪炮声密集，开始突围。双方展开白刃战，突围敌人大部被歼灭，第39师师长刘拐小带领百余人从东山突围而出，副师长贾绍堂、专员朱理夫妇等被击毙，其余大部又缩回小豆罗村。当晚，攻入小豆罗村内，进行了艰苦的巷战、肉搏战，数小时后结束战斗。这次豆罗战役参战人员近万人，历时70多个小时，全歼第39师4个团、2个保安团、3个专员公署、18个县政府共计1.2万余人，击毙1000多人，俘虏“兵农合—”专员艾子谦、县长黄士元以下万余人，缴获两门野炮、十二门山炮和大量枪支弹药、银元、粮食等军用物资。小豆罗村战斗一结束，石岭关的守军保安团弃关而逃，忻县全境再无阎锡山军队。警二旅第六团团长马建雄(1917～1948，绥德县土地岔乡上马川村人）、副团长兼第二营营长李生俊、第一营营长薛英桂以下200余人牺牲，负伤近300人。
1个多月的休整期间，六分区3个团编为晋绥军区独立第12旅，旅长张新华。原二分区34团编入警二旅。各部队都补进大量的解放战士和子弟兵。

## 第二阶段
赵承绶北面的榆次、太谷、徐沟、祁县地区空虚。7月3日至6日，解放军太岳部队插入太谷、榆次间，配合肖文玖集团，展开大规模的铁路破袭战，占领并坚守住铁路线上的东阳镇和董村，切断赵承绶集团北撤太原的退路。同时，太原以北忻州晋军南撤太原时被伏击歼灭，造成赵承绶恐慌。7月6日，赵部被迫离开铁路，企图从榆次、徐沟间夺路北撤，却进入了徐向前的预设战场。在永康、太谷、徐沟、东阳镇之间，解放军包围了赵承绶集团三十三军，三十四军和残留日本军人指挥的第十总队三万余众。赵分兵突围不成，决定依托优势火力和野战工事和村落，与共军决战。
7月10日，解放军在重炮火力下，发起总攻。16日，赵集团被全歼。总司令赵承绶、中将参谋处长杨城、三十三军军长沈瑞、少将参谋长曹近谦，均被俘。阎军的野战军副总司令，原日军旅团长元泉馨阵亡。閻錫山派出的南援兵团，也被击溃。惊恐中，晋中各县国军在向太原收缩途中被追击和堵截。保安第九总队被全歼，解放军占领太谷县城。汾河西岸要收缩回太原的閻部2万多也被截击。
解放军乘胜，猛打穷追，直逼太原城郊。至21日，晋中战役宣告结束。

## 意义
晋中战役历时40天，解放军以少胜多，连克县城14座，阎军主力第七集团军总部及五个军部、九个整师、两个总队被歼，缴获各种炮三千七百零四门、步机枪三万余支、火车头十五个、车皮二百零七节和大量物资。几个月后，解放军发动太原战役，围攻阎在山西最后的堡垒。